# Rakuda-Gletscher
Der Rakuda-Gletscher (japanisch らくだ氷河 Rakuda-hyōga, deutsch ‚Kamelgletscher‘) ist ein Gletscher an der Kronprinz-Olav-Küste des ostantarktischen Königin-Maud-Lands. Er mündet östlich des Rakuda Rock ins Meer.
Kartografiert und fotografiert wurde er von Teilnehmern der von 1957 bis 1962 dauernden japanischen Antarktisexpedition, die ihn auch benannten.